# Milford (Texas)
Milford è un centro abitato degli Stati Uniti d'America, situato nella contea di Ellis dello Stato del Texas.
La popolazione era di 728 persone al censimento del 2010.
Milford si trova sulla US Highway 77 e sulla Interstate 35 East, circa 14 miglia (22 chilometri) a nord est di Hillsboro e 20 miglia (32 km) a sud sud-ovest di Waxahachie. La località è conosciuta a causa dell'esplosione del gasdotto della Chevron che si è verificata nel 2013.

## Storia

### Primi insediamenti
Milford è datata dagli anni 1850, quando molti uomini della contea di Cherokee arrivarono alla valle del Mill Creek e comprarono della terra a 50 centesimi per acro da Arvin Wright, proprietario terriero della contea di Ellis. Milford è stata chiamata così da William R. Hudson che si ispirò alla città-fabbrica di Milford, Massachusetts. Durante il 1853 la prima casa, una residenza e un emporio appartenente a William R. Hudson, fu costruita, insieme a una scuola di due piani che serviva da chiesa e da sala della comunità fino a che è bruciata durante la guerra civile.

### Esplosione di un gasdotto nel 2013

#### Esplosione ed incendio
Poco dopo le 8:30 del mattino (ora locale) del 14 novembre 2013, si è verificata un'esplosione seguita da un incendio nei pressi dell'incrocio tra la U.S. 77 e la FM 308. L'incidente è stato causato da una squadra di trivellazione della Chevron che ha perforato un gasdotto di proprietà della stessa azienda. Tutti e cinque i membri della squadra sono riusciti a fuggire illesi. 

#### Conseguenze
A causa delle preoccupazioni riguardanti le condizioni dell'aria dannose dovute all'incendio del gasdotto e la vicinanza del fuoco a un'altra conduttura del gas più grande, l'intera città di circa 700 residenti è stata costretta a evacuare, compreso il personale e gli studenti del distretto scolastico di Milford, verso la vicina città di Italy, poiché è stata istituita una zona di evacuazione di 1,5 miglia (2,4 km).
Sebbene ad alcuni residenti sia stato permesso di tornare temporaneamente in città sotto scorta della polizia, la città è rimasta evacuata fino al 16 novembre poiché il gasdotto continuava a bruciare. L'incendio ha anche causato il rinvio di una partita di playoff di football a sei, prevista per il 15 novembre, poiché i giocatori non potevano recuperare la loro attrezzatura.

#### La risposta della Chevron
L'azienda ha rilasciato diverse dichiarazioni attraverso il proprio sito web, esprimendo il suo sincero rammarico per le persone colpite da questo evento, includendo un numero verde per le richieste di risarcimento che i residenti coinvolti nell'incidente potevano chiamare. L'azienda ha inoltre fornito sistemazioni notturne in hotel locali per i residenti, a causa delle condizioni che non permettevano loro di tornare a casa.

## Geografia fisica
Milford è situata a 32°07′22″N 96°56′48″W (32.122701, -96.946553). Secondo lo United States Census Bureau, ha un'area totale di 1,8 miglia quadrate (4,7 km²).

## Società

### Evoluzione demografica

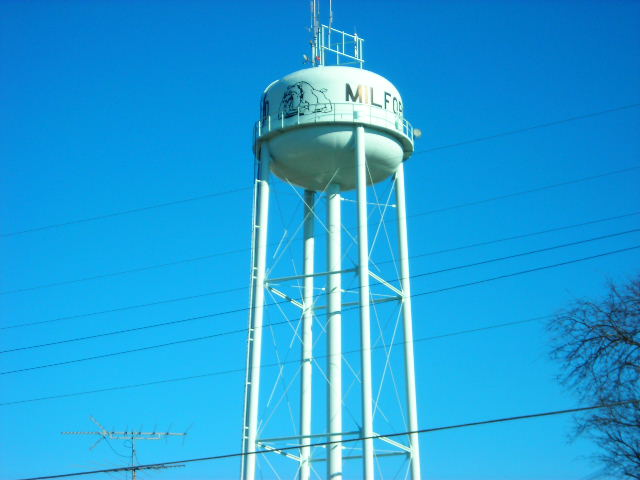
Torre idrica (2008).

Secondo il censimento del 2000, c'erano 685 persone, 260 nuclei familiari e 169 famiglie residenti nella città. La densità di popolazione era di 374,6 persone per miglio quadrato (144,5/km²). C'erano 311 unità abitative a una densità media di 170,1 per miglio quadrato (65,6/km²). La composizione etnica della città era formata dal 62,63% di bianchi, il 27,88% di afroamericani, lo 0,58% di nativi americani, lo 0,88% di asiatici, lo 0,15% di isolani del Pacifico, il 4,53% di altre razze, e il 3,36% di due o più etnie. Ispanici o latinos di qualunque razza erano il 12,99% della popolazione.
C'erano 260 nuclei familiari di cui il 33,5% aveva figli di età inferiore ai 18 anni, il 43,8% erano coppie sposate conviventi, il 14,6% aveva un capofamiglia femmina senza marito, e il 35,0% erano non-famiglie. Il 30,8% di tutti i nuclei familiari erano individuali e il 15,4% aveva componenti con un'età di 65 anni o più che vivevano da soli. Il numero di componenti medio di un nucleo familiare era di 2,63 e quello di una famiglia era di 3,33.
La popolazione era composta dal 27,7% di persone sotto i 18 anni, l'11,4% di persone dai 18 ai 24 anni, il 27,3% di persone dai 25 ai 44 anni, il 19,7% di persone dai 45 ai 64 anni, e il 13,9% di persone di 65 anni o più. L'età media era di 34 anni. Per ogni 100 femmine c'erano 95,2 maschi. Per ogni 100 femmine dai 18 anni in giù, c'erano 87,5 maschi.
Il reddito medio di un nucleo familiare era di 23.500 dollari, e quello di una famiglia era di 35.625 dollari. I maschi avevano un reddito medio di 30.625 dollari contro i 24.375 dollari delle femmine. Il reddito pro capite era di 14.241 dollari. Circa il 16,0% delle famiglie e il 18,6% della popolazione erano sotto la soglia di povertà, incluso il 22,4% di persone sotto i 18 anni e il 23,7% di persone di 65 anni o più.